# Raphael de Almeida Magalhães

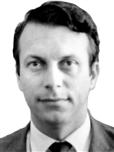
Raphael Hermeto de Almeida Magalhães

Raphael Hermeto de Almeida Magalhães (* 14. Dezember 1930 in Belo Horizonte, Minas Gerais; † 29. Januar 2011 in Rio de Janeiro) war ein brasilianischer Rechtsanwalt und Politiker.

## Werdegang
Almeida Magalhães wurde als Sohn des Rechtsanwalts und Journalisten Dario de Almeida Magalhães und der Elza Hermeto de Almeida Magalhães geboren. Er studierte Rechtswissenschaft an der Päpstlichen Katholischen Universität von Rio de Janeiro, die er 1956 abschloss.
Er war Mitglied der União Democrática Nacional (UDN) und zwischen 1960 und 1965 hinter Carlos Lacerda zunächst Vize-Gouverneur des Bundesstaates Guanabara. Nach dem Rücktritt Lacerdas übernahm er zwischen dem 11. Oktober und 4. Dezember 1965 kurzzeitig selbst das Amt des Gouverneurs. Er war Abgeordneter für den ehemaligen Stadtstaat Guanabara in der Câmara dos Deputados.
Ab den 1980er Jahren war der PMDB seine politische Heimat. In der Regierung von José Sarney bekleidete er vom 18. Februar 1986 bis zum 22. Oktober 1987 das Amt des Wohlfahrtsministers.